# Augusta af Sachsen-Weimar-Eisenach
Augusta Marie Luise Katharina af Sachsen-Weimar-Eisenach (30. september 1811 - 7. januar 1890) var dronning af Preussen og den første kejserinde af Tyskland som hustru til Wilhelm 1. af Tyskland. 
Augusta var næstældste datter af storhertug Karl Frederik af Sachsen-Weimar-Eisenach og Maria Pavlovna af Rusland. Hun fik en ganske grundig uddannelse også i tegning og musik. 
Hun mødte allerede som 14-årig sin kommende mand, Wilhelm. Han fandt, at hun havde en strålende personlighed, men var mindre attraktiv end hendes storesøster, som Wilhelms yngre bror var blevet gift med. Samtidigt var Wilhelm forelsket i den polske prinsesse Elisa Radziwill, men hendes families adelstitel var købt, så hun kunne ikke blive hustru til en prins, der kunne forventes at overtage den preussiske trone. Wilhelm vendte sig så mod Augusta, som han ægtede i 1829 uden egentlig at være forelsket i hende. Augusta var til gengæld meget forelsket i Wilhelm og håbede, at han kunne komme til at elske hende. 
Augusta levede op til forventningerne, idet hun fødte Wilhelm en søn, den senere Wilhelm 2. af Tyskland, i 1831 og en datter, Louise. Efter Martsrevolutionen, hvor prins Wilhelm stod bag voldsomme blodsudgydelser, måtte han flygte til London, mens Augusta og børnene trak sig tilbage til Potsdam. Da Wilhelm året efter vendte hjem, blev han udnævnt til generalguvernør over Rhinprovinsen, og han blev forenet med hustru og børn i Koblenz. Her trivedes Augusta, der var mere liberalt indstillet end sin mand og håbede på at få ham til at bevæge sig i samme retning. 
Da Wilhelm i 1858 overtog den preussiske trone, flyttede familien til Berlin, hvor Wilhelm i første omgang udnævnte nogle liberale ministre, men snart efter også Otto von Bismarck, som Augusta ikke kunne døje – hvilket var gensidigt. Efterhånden blev Augusta og Wilhelm mere og mere fremmede for hinanden, og Augusta lagde ikke skjul på sin misfornøjelse med den militante og aggressive politik, som Bismarck stod for. Da Wilhelm i 1871 blev tysk kejser, blev hun automatisk kejserinde, hvilket hun så som et personligt nederlag. 
I sine sidste år forsonede Augusta sig i et vist omfang med Bismarck, idet hun fandt, at han ville være en vigtig støtte for hendes elskede sønnesøn, Wilhelm. Denne brød sig dog ikke om Bismarck, men fyrede ham kort efter sin tiltrædelse som kejser. Ligeledes forsonede Augusta sig med sin mand på hans 90 års fødselsdag, kort inden hans død.
Augusta led af gigt i mange år og var i 1881 kommet alvorligt til skade efter et fald, så hun brugte krykker eller kørestol resten af livet. Hun nåede at se sin søn, Frederik, overtage den tyske trone i 1888, men også at se ham dø af strubekræft samme år. Derfor oplevede hun også at se sønnesønnen Wilhelm overtage tronen, inden hun selv døde i begyndelsen af 1890.